# Mikuláš II. Alexandrovič

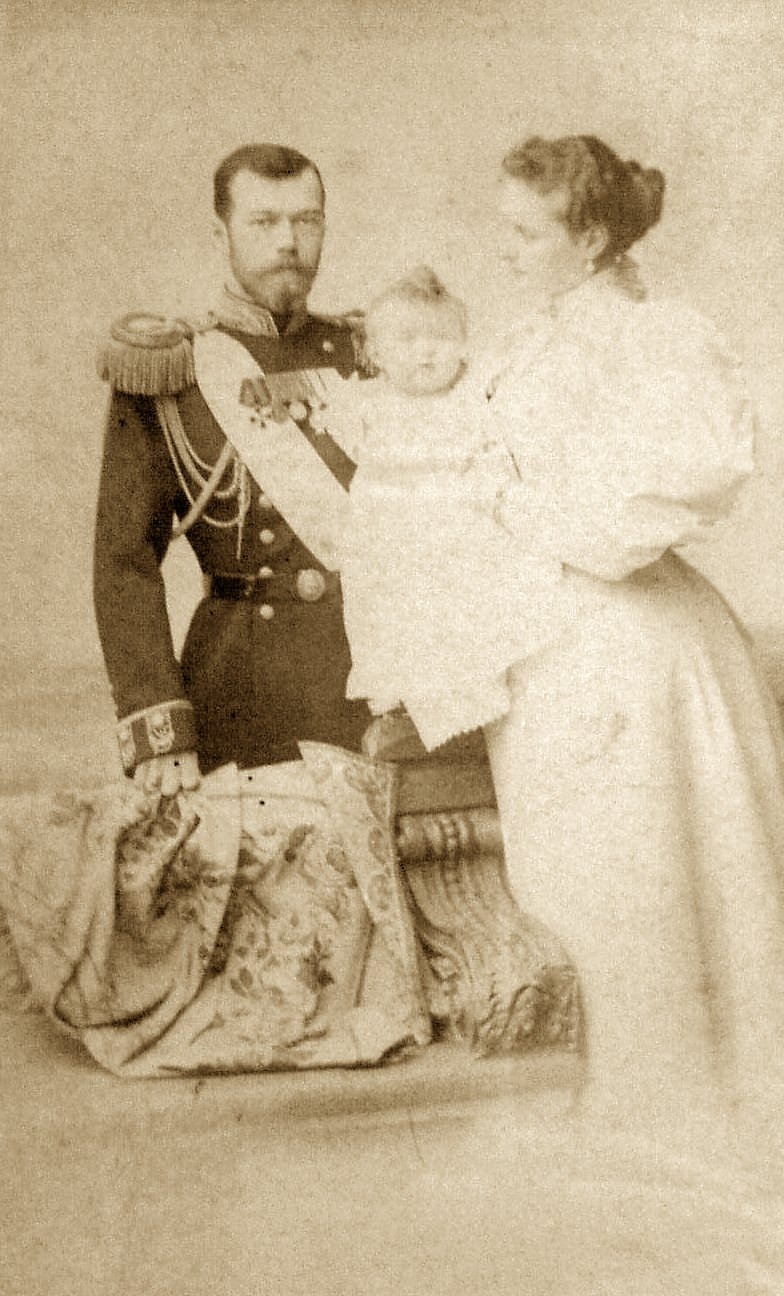
Sergej Lvovič Levickij: Mikuláš II. Alexandrovič s carevnou Alix Hesensko-Darmstadtskou a dcerou Olgou, (1896), The Di Rocco Wieler Private Collection, Toronto, Kanada

Svatý Mikuláš II. Alexandrovič (civilním jménem Nikolaj Romanov, rusky Николай II, v rodině přezdíván Nicky nebo Niki; 6. květnajul./ 18. května 1868greg. Petrohrad – 17. července 1918 Jekatěrinburg) byl posledním ruským carem, králem polským a velkoknížetem finským. Za jeho vlády se prosazovala průmyslová revoluce. V březnu 1917 byl přinucen k abdikaci. V průběhu občanské války byl i s celou svojí nejbližší rodinou zavražděn bolševiky v Jekatěrinburgu.
V roce 2000 prohlásila ruská pravoslavná církev Mikuláše a jeho rodinu (spolu s dalšími 1 083 mučedníky) za svaté a na místě masakru byl postaven Chrám Všech svatých na krvi.

## Rodinný život
Mikuláš II. se narodil caru Alexandrovi III. a jeho manželce, carevně Marii Fjodorovně, jako jeden ze šesti potomků.
Po smrti svého otce (1894) se stal ruským carem, a vzápětí se oženil s princeznou Alix Hesenskou, jež přijala po sňatku jméno Alexandra Fjodorovna a přestoupila na pravoslaví.
V roce 1895 se carskému páru narodila dcera Olga Nikolajevna, další dítě přišlo na svět roku 1897, opět to byla dívka, kterou pojmenovali Taťána. Carevna si velmi přála chlapce, ale roku 1899 se jí narodila další dcera – velkokněžna Marie. Roku 1901 se narodila čtvrtá dcera jménem Anastázie.
Carevna s carem zoufale toužili mít syna a konečně roku 1904 se jejich přání splnilo. Narodil se carevič Alexej. U Alexeje se v dětství projevila závažná choroba, porucha krvetvorby – hemofilie, která se vyskytovala v rodině carevny, ačkoliv sama carevna touto nemocí netrpěla.

## Vláda a revoluce
Rusko se na počátku 20. století stále potýkalo s řadou problémů. Průmyslový vzestup byl vystřídán krizí v letech 1900–1903. Drtivou většinu půdy drželi stále velkostatkáři, kteří využívali drobné rolníky k levným námezdním pracím, což vedlo roku 1902 k selským nepokojům.
V letech 1904–1905 probíhala rusko-japonská válka, jejím důsledkem bylo odhalení hospodářské a vojenské slabosti ruského samoděržaví. Nespokojenost se projevila již počátkem roku 1905 při tzv. „krvavé neděli“, kdy carské úřady nechaly střílet do davů bouřících se obyvatel. V červnu proběhla vzpoura na křižníku Potěmkin a v prosinci vypuklo ozbrojené povstání v Moskvě.
Carská rodina žila poklidný život do roku 1914, než vypukla první světová válka. Car, přestože jej bývalý ministr vnitra Pjotr Durnovo varoval, odjel na frontu a carevna se starala sama o Alexeje a se svými dcerami pečovaly v Carské nemocnici v Carském Selu o raněné vojáky, a to až do roku 1916.
Dne 8. března 1917 podle gregoriánského kalendáře vyšlo do ulic v Petrohradě asi 90 tisíc žen. Následujícího dne se demonstrace rozšířily a přerostly v Únorovou revoluci. K demonstrantům se připojilo i vojsko a vláda byla nucena rezignovat. Dne 13. března (28. února) 1917 byl sestaven dvanáctičlenný prozatímní výbor Státní dumy a vznikla Prozatímní vláda, do jejíhož čela se postavil kníže Georgij Lvov. Vojenskou moc však v Petrohradě držel ve svých rukou Petrohradský sovět pod kontrolou menševiků, složený z dělnických, rolnických a vojenských zástupců. Podle jeho vzoru se pak postupně ustavovaly Sověty i v dalších ruských městech.
Dne 15. března 1917 car abdikoval a předal korunu svému bratrovi Michailovi, který již následujícího dne rezignoval, aniž by určil svého nástupce, čímž v Rusku skončila vláda dynastie Holstein‑Gottorp‑Romanov.
Po revoluci byla carská rodina deportována do vyhnanství na Sibiř. Rok 1917 strávili v Tobolsku s několika dvorními dámami a služebnictvem (ti s carskou rodinou odjeli dobrovolně a někteří z nich se již nikdy nevrátili). Zde je zastihla i bolševická říjnová revoluce (7. listopadu 1917).

## Zavraždění cara a jeho rodiny
V dubnu a květnu následujícího roku 1918 odvezli bolševici nejprve cara s carevnou a potom i jejich děti do uralského města Jekatěrinburgu, kde se stal jejich poručníkem bolševik Jakov Jurovskij. V tomto městě se bývalý panovník stal figurkou ve hře bolševické tajné služby, nechvalně proslulé Čeky. Její provokatér nabídl carské rodině útěk z bolševické internace, když se označil za výrazného člena monarchistického spiknutí. Mikuláš mu uvěřil, a tím byl nad ním i jeho rodinou prakticky podepsán rozsudek smrti.
V noci na středu 17. července 1918 přišlo popravčí komando, odvedlo carskou rodinu do suterénu Ipaťjevova domu a včetně cara všechny zastřelili. Vrahem cara byl čekista Jakov Jurovskij, který poté ihned zastřelil i careviče Alexeje a dceru Taťánu. O deset dní později osvobodily Jekatěrinburg jednotky československých legií, přišly však příliš pozdě pro cara a jeho rodinu.
V témže roce byli zavražděni i carův bratr Michail a carevnina sestra Alžběta (Ella) – žena carova strýce Sergeje.

## Tituly, oslovení a vyznamenání
- 18. května 1868 – 13. března 1881: Jeho Císařská Výsost velkovévoda Mikuláš Alexandrovič Ruský
- 13. března 1881 – 1. listopadu 1894: Jeho Císařská Výsost ruský carevič
- 1. listopadu 1894 – 15. března 1917: Jeho Císařské Veličenstvo ruský car

## Vývod z předků
|                          |                                                               |  |                                                               |                                            |  |  |  |  |  |  |  | Pavel I. Ruský |
|                          |                                                               |  |                                                               |                                            |  |  |  |  |  |  |  |                |
|                          | Mikuláš I. Pavlovič                                           |  |                                                               |                                            |  |  |  |  |  |  |  |                |
|                          |                                                               |  |                                                               |                                            |  |  |  |  |  |  |  |                |
|                          |                                                               |  |                                                               | Žofie Dorotea Württemberská                |  |  |  |  |  |  |  |                |
|                          |                                                               |  |                                                               |                                            |  |  |  |  |  |  |  |                |
|                          | Alexandr II. Nikolajevič                                      |  |                                                               |                                            |  |  |  |  |  |  |  |                |
|                          |                                                               |  |                                                               |                                            |  |  |  |  |  |  |  |                |
|                          |                                                               |  |                                                               | Fridrich Vilém III. Pruský                 |  |  |  |  |  |  |  |                |
|                          |                                                               |  |                                                               |                                            |  |  |  |  |  |  |  |                |
|                          | Šarlota Pruská                                                |  |                                                               |                                            |  |  |  |  |  |  |  |                |
|                          |                                                               |  |                                                               |                                            |  |  |  |  |  |  |  |                |
|                          |                                                               |  |                                                               | Luisa Meklenbursko-Střelická               |  |  |  |  |  |  |  |                |
|                          |                                                               |  |                                                               |                                            |  |  |  |  |  |  |  |                |
|                          | Alexandr III. Alexandrovič                                    |  |                                                               |                                            |  |  |  |  |  |  |  |                |
|                          |                                                               |  |                                                               |                                            |  |  |  |  |  |  |  |                |
|                          |                                                               |  |                                                               | Ludvík I. Hesenský                         |  |  |  |  |  |  |  |                |
|                          |                                                               |  |                                                               |                                            |  |  |  |  |  |  |  |                |
|                          | Ludvík II. Hesenský                                           |  |                                                               |                                            |  |  |  |  |  |  |  |                |
|                          |                                                               |  |                                                               |                                            |  |  |  |  |  |  |  |                |
|                          |                                                               |  |                                                               | Elisabeth Claudine Marie Rose de Loriolová |  |  |  |  |  |  |  |                |
|                          |                                                               |  |                                                               |                                            |  |  |  |  |  |  |  |                |
|                          | Marie Alexandrovna                                            |  |                                                               |                                            |  |  |  |  |  |  |  |                |
|                          |                                                               |  |                                                               |                                            |  |  |  |  |  |  |  |                |
|                          |                                                               |  |                                                               | Karel Ludvík Bádenský                      |  |  |  |  |  |  |  |                |
|                          |                                                               |  |                                                               |                                            |  |  |  |  |  |  |  |                |
|                          | Vilemína Luisa Bádenská                                       |  |                                                               |                                            |  |  |  |  |  |  |  |                |
|                          |                                                               |  |                                                               |                                            |  |  |  |  |  |  |  |                |
|                          |                                                               |  |                                                               | Amálie Hesensko-Darmstadtská               |  |  |  |  |  |  |  |                |
|                          |                                                               |  |                                                               |                                            |  |  |  |  |  |  |  |                |
| Mikuláš II. Alexandrovič |                                                               |  |                                                               |                                            |  |  |  |  |  |  |  |                |
|                          |                                                               |  |                                                               |                                            |  |  |  |  |  |  |  |                |
|                          |                                                               |  | Fridrich Karel Ludvík Šlesvicko-Holštýnsko-Sonderbursko-Becký |                                            |  |  |  |  |  |  |  |                |
|                          |                                                               |  |                                                               |                                            |  |  |  |  |  |  |  |                |
|                          | Fridrich Vilém Šlesvicko-Holštýnsko-Sonderbursko-Glücksburský |  |                                                               |                                            |  |  |  |  |  |  |  |                |
|                          |                                                               |  |                                                               |                                            |  |  |  |  |  |  |  |                |
|                          |                                                               |  |                                                               | Frederika Schliebenská                     |  |  |  |  |  |  |  |                |
|                          |                                                               |  |                                                               |                                            |  |  |  |  |  |  |  |                |
|                          | Kristián IX.                                                  |  |                                                               |                                            |  |  |  |  |  |  |  |                |
|                          |                                                               |  |                                                               |                                            |  |  |  |  |  |  |  |                |
|                          |                                                               |  |                                                               | Karel Hesensko-Kasselský                   |  |  |  |  |  |  |  |                |
|                          |                                                               |  |                                                               |                                            |  |  |  |  |  |  |  |                |
|                          | Luisa Karolina Hesensko-Kasselská                             |  |                                                               |                                            |  |  |  |  |  |  |  |                |
|                          |                                                               |  |                                                               |                                            |  |  |  |  |  |  |  |                |
|                          |                                                               |  |                                                               | Luisa Dánská a Norská                      |  |  |  |  |  |  |  |                |
|                          |                                                               |  |                                                               |                                            |  |  |  |  |  |  |  |                |
|                          | Marie Sofie Dánská                                            |  |                                                               |                                            |  |  |  |  |  |  |  |                |
|                          |                                                               |  |                                                               |                                            |  |  |  |  |  |  |  |                |
|                          |                                                               |  |                                                               | Fridrich Hesensko-Kasselský                |  |  |  |  |  |  |  |                |
|                          |                                                               |  |                                                               |                                            |  |  |  |  |  |  |  |                |
|                          | Vilém Hesensko-Kasselský                                      |  |                                                               |                                            |  |  |  |  |  |  |  |                |
|                          |                                                               |  |                                                               |                                            |  |  |  |  |  |  |  |                |
|                          |                                                               |  |                                                               | Karolina Nasavsko-Usingenská               |  |  |  |  |  |  |  |                |
|                          |                                                               |  |                                                               |                                            |  |  |  |  |  |  |  |                |
|                          | Luisa Hesensko-Kasselská                                      |  |                                                               |                                            |  |  |  |  |  |  |  |                |
|                          |                                                               |  |                                                               |                                            |  |  |  |  |  |  |  |                |
|                          |                                                               |  |                                                               | Frederik Dánský                            |  |  |  |  |  |  |  |                |
|                          |                                                               |  |                                                               |                                            |  |  |  |  |  |  |  |                |
|                          | Luisa Šarlota Dánská                                          |  |                                                               |                                            |  |  |  |  |  |  |  |                |
|                          |                                                               |  |                                                               |                                            |  |  |  |  |  |  |  |                |
|                          |                                                               |  |                                                               | Žofie Frederika Meklenbursko-Zvěřínská     |  |  |  |  |  |  |  |                |
|                          |                                                               |  |                                                               |                                            |  |  |  |  |  |  |  |                |